# HMS Cossack (1937)
A HMS Cossack a Brit Királyi Haditengerészet egyik Tribal osztályú rombolója volt, mely akkor szerzett magának hírnevet, mikor legénysége norvég felségvizeken elfoglalta a német Altmark ellátóhajót, és kiszabadította a hajón lévő hadifoglyokat, akik korábban az Admiral Graf Spee zsebcsatahajó által elsüllyesztett hajók legénységei voltak. A Cossack – a Tribal osztály többi hajójához hasonlóan – nevét egy népcsoportról, a kozákokról kapta.
A hajó építését 1936. június 9-én kezdték a Newcastle-on-Tyne-ban lévő Vickers Armstrong hajógyárban. Vízrebocsátására 1937. június 8-án, hadrendbe állítására pedig 1938. június 7-én került sor, de a hajó építését csak június 14-én fejezték be teljesen.
A Cossack első bevetésére 1940. február 16-án került sor, amikor a norvégiai Jøssingfjordban megtámadta az Altmarkot. Az akció során a Cossack legénysége sikeresen kiszabadította az Altmarkon lévő hadifoglyokat, valamint a német hajó legénységének hét tagját megölték.
Nem sokkal később, 1940 áprilisában a Cossack részt vett a második narviki csatában. 1940 végén a Cossack is tagja volt annak a csapatnak amelyet az Atlanti-óceánra kitört német hajók megsemmisítésére küldtek. Szintén a különítmény tagja volt a HMS Hood csatacirkáló, a HMS Edinburgh könnyűcirkáló, a HMS Electra, a HMS Echo és a HMS Escapade romboló. Később kiderült, hogy a német hajókról szóló jelentés téves, így egy tengeren töltött hét után, melybe a karácsony is beletartozott, a hajó december 31-én visszatért a honi kikötőbe.
1941 májusa végén a Cossack részt vett a német Bismarck csatahajó üldözésében és elsüllyesztésében. A romboló éppen a WS–8B konvojt kísérte a Közel-Keletre, de május 26-án 4 másik rombolóval együtt leszakadtak a konvojról és a Bismarck felé indultak. A rombolók estére meg is találták a német hajót, melyre még az este, valamint a következő reggelen több torpedót is kilőttek. A torpedók ugyan nem találták el a célt, de a csatahajó lövészei nem alhattak, így másnap a briteknek könnyebb volt támadást intézni ellene. A május 27-én elsüllyesztett Bismarck csatahajóról többek között egy német Sam-nek elnevezett macskát is felvettek a fedélzetre, amelyet a hajón tartottak.
1941. október 24-én a Cossack ismét egy konvojt kísért, ezúttal Gibraltártól az Egyesült Királyságig, de útközben az U–563 német tengeralattjáró torpedót lőtt ki rá, mely el is találta a brit hajót. Ezt követően, október 25-én a rombolót egy Gibraltárról érkező vontatóhajó vontatókötélre vette, de október 26-án az időjárás nagyon kedvezőtlenné vált és a vontatást nem tudták folytatni. A Cossack 1941. október 27-én süllyedt el az Atlanti-óceánon, Gibraltártól nyugatra. A legénységből 159-en vesztették életüket.

## Fordítás
- Ez a szócikk részben vagy egészben  a   HMS Cossack (F03) című angol Wikipédia-szócikk ezen változatának fordításán alapul.  Az eredeti cikk szerkesztőit annak laptörténete sorolja fel. Ez a jelzés csupán a megfogalmazás eredetét és a szerzői jogokat jelzi, nem szolgál a cikkben szereplő információk forrásmegjelöléseként.